# Metal Gear Solid 3: Snake Eater – The First Bite
Metal Gear Solid 3: Snake Eater – The First Bite – specjalna ścieżka dźwiękowa do gry Metal Gear Solid 3: Snake Eater. Album składa się z wielu utworów kompozytora Norihiki Hibino. Została wydana przez Konami w 2004 roku.

## Utwory
| #  | Tytuł                              | Długość |
| -- | ---------------------------------- | ------- |
| 1. | Snake Eater (Abstracted Camoflage) | 6:35    |
| 2. | Infiltration Into The Jungle       | 4:13    |
| 3. | Escape                             | 2:00    |
| 4. | Chivalry                           | 3:20    |
| 5. | The Treading Behemoth              | 2:07    |
| 6. | Snake Eater (Japanese Version)     | 5:00    |